# Ruppichteroth
Ruppichteroth település Németországban, azon belül Észak-Rajna-Vesztfália tartományban. Lakosainak száma 10 619 fő (2023. december 31.).

## Népesség
A település népességének változása:
| Lakosok száma | 7295 | 10 449 | 10 408 | 10 496 | 10 637 | 10 619 |
|               | 1975 | 2017   | 2019   | 2021   | 2022   | 2023   |